# Okolona (Misisipi)
Okolona es una ciudad del Condado de Chickasaw, Misisipi, Estados Unidos. Según el censo de 2000 tenía una población de 3.056 habitantes y una densidad de población de 186.1 hab/km².

## Demografía
Según el censo de 2000, había 3.056 personas, 1.177 hogares y 786 familias residiendo en la localidad. La densidad de población era de 186,1 hab./km². Había 1.315 viviendas con una densidad media de 80,1 viviendas/km². El 39,40% de los habitantes eran blancos, el 59,62% afroamericanos, el 0,03% amerindios, el 0,13% asiáticos, el 0,13% de otras razas y el 0,69% pertenecía a dos o más razas. El 1,05% de la población eran hispanos o latinos de cualquier raza.
Según el censo, de los 1.177 hogares en el 33,8% había menores de 18 años, el 35,6% pertenecía a parejas casadas, el 28,1% tenía a una mujer como cabeza de familia y el 33,2% no eran familias. El 30,2% de los hogares estaba compuesto por un único individuo y el 14,8% pertenecía a alguien mayor de 65 años viviendo solo. El tamaño promedio de los hogares era de 2,54 personas y el de las familias de 3,16.
La población estaba distribuida en un 30,0% de habitantes menores de 18 años, un 8,9% entre 18 y 24 años, un 24,7% de 25 a 44, un 22,0% de 45 a 64 y un 14,5% de 65 años o mayores. La media de edad era 34 años. Por cada 100 mujeres había 77,2 hombres. Por cada 100 mujeres de 18 años o más, había 71,6 hombres.
Los ingresos medios por hogar en la localidad eran de 20.000 dólares ($) y los ingresos medios por familia eran 32.147 $. Los hombres tenían unos ingresos medios de 26.217 $ frente a los 17.276 $ para las mujeres. La renta per cápita para la ciudad era de 11.486 $. El 35,4% de la población y el 29,7% de las familias estaban por debajo del umbral de pobreza. El 55,4% de los menores de 18 años y el 20,9% de los habitantes de 65 años o más vivían por debajo del umbral de pobreza.

## Geografía
Según la Oficina del Censo de los Estados Unidos, Okolona tiene un área total de 16,5 km² de los cuales 16,4 km² corresponden a tierra firme y 0,1 km² a agua. El porcentaje total de superficie con agua es 0,31%.